# Oldenlandia hymenophylla
Oldenlandia hymenophylla är en måreväxtart som beskrevs av Cornelis Eliza Bertus Bremekamp. Oldenlandia hymenophylla ingår i släktet Oldenlandia och familjen måreväxter. Inga underarter finns listade i Catalogue of Life.